# Secondiano Campanari
Secondiano Campanari (* 8. August 1805 in Tuscania; † 13. November 1855) war ein italienischer Jurist und Archäologe.
Er war der Sohn des Marchese Vicenzo Campanari (1772–1840) und Bruder von Carlo (1800–1871) und Domenico Campanari (1808–1876). Sein Vater führte umfangreiche Grabungen in Vulci durch, die dort gefundenen Objekte, vor allem antike Vasen, wurden durch ihn und seine Söhne in zahlreiche Sammlungen Europas verkauft.
Secondiano Campanario besuchte zunächst das Seminar in Tuscania und studierte dann an der Universität Rom Jura. Er war dann als Anwalt in Tuscania tätig. Daneben beschäftigte er sich intensiv mit Archäologie und Heimatgeschichte.

## Schriften (Auswahl)
- Intorno i vasi fittili dipinti rinvenuti ne’sepolcri dell’Etruria compresa nella dizione Pontificia. Rom 1836 (Digitalisat).
- Antichi vasi dipinti della collezione Feoli. Rom 1837 (Digitalisat).
- A brief description of the Etruscan and Greek antiquities now open at no. 121, Pall Mall. London [1837] (Digitalisat).
- Sopra la etrusca epigrafe della statua tudertina in bronzo che conservasi nel nuovo Museo gregoriano.Rom 1838.
- Descrizione dei vasi rinvenuti nelle escavazioni fatte nell’Isola Farnese (antica Veio) per ordine di Sua Maestà la regina Maria Cristina di Sardegna negli anni 1838 e 1839. Rom 1839 (Digitalisat).
- Teatro di Faleria nel Piceno. Rom 1840 (Digitalisat).
- Delle antiche chiese di S. Pietro e di S. Maria Maggiore nella città di Toscanella. Montefiascone 1852 (Digitalisat).
- Tuscania e i suoi monumenti. 2 Bände. Montefiascone 1856 (Digitalisat Band 1).